# ヴィーニ・ザブ
ヴィーニ・ザブ (Vini Zabù) は、イタリアの自転車ロードレースのUCIプロチームである。UCIコンチネンタルサーキットに参戦し、時にワイルドカードを与えられてUCIワールドツアーへ出場した。日本人としては、かつては宮澤崇史が、2013年からは佐野淳哉が所属していたことでも知られている。

## 所属選手

### 2019年体制
2019年7月2日更新
| 選手名                                 | 国籍         | 生年月日      | 前年所属チーム                    |
| -------------------------------------- | ------------ | ------------- | --------------------------------- |
| リアム・ベルタッツォ                   | イタリア     | 1992年2月17日 |                                   |
| シモーネ・ベヴィラックア               | イタリア     | 1997年2月22日 |                                   |
| フランチェスコマヌエル・ボンジョルノ   | イタリア     | 1990年9月1日  |                                   |
| ジュゼッペ・フォンツィ                 | イタリア     | 1991年8月2日  |                                   |
| ロレンツォ・フォルトゥナート           | イタリア     | 1996年5月9日  | Petroli Firenze - Maserati Hopplà |
| ダヴィデ・ガッブーロ                   | イタリア     | 1993年4月1日  | Amore & Vita - Prodir             |
| ロベルトカルロス・ゴンサレス (3/1から) | パナマ       | 1994年5月21日 | Bicicletas Strongman              |
| モレーノ・マルケッティ                 | イタリア     | 1998年4月27日 | Petroli Firenze - Maserati Hopplà |
| ウンベルト・マレンゴ                   | イタリア     | 1992年7月21日 |                                   |
| ルーカ・パチョーニ                     | イタリア     | 1993年8月13日 |                                   |
| ダイエル・キンタナ                     | コロンビア   | 1992年8月10日 | モビスター                        |
| ルーカ・ラッジョ                       | イタリア     | 1995年3月26日 |                                   |
| マッシモ・ローザ                       | イタリア     | 1995年12月9日 |                                   |
| セバスティアン・ショーンベルガー       | オーストリア | 1994年5月14日 |                                   |
| エティエン・ファンエンペル             | オランダ     | 1994年4月14日 | Roompot-Nederlandse Loterij       |
| シモーネ・ヴェラスコ                   | イタリア     | 1995年12月2日 |                                   |
| ジョヴァンニ・ヴィスコンティ           | イタリア     | 1983年1月13日 | バーレーン・メリダ                |
| エドアルド・ザルディーニ               | イタリア     | 1989年11月2日 |                                   |

### 2013年体制
| 選手名                     | 国籍     | 生年月日       | 前年所属チーム       |
| -------------------------- | -------- | -------------- | -------------------- |
| アレッサンドロ・プローニ   | イタリア | 1982年12月28日 |                      |
| ダニーロ・ディルーカ       | イタリア | 1976年1月2日   | アクア・エ・サポーネ |
| ピエルパオロ・デ・ネグリ   | イタリア | 1986年6月5日   |                      |
| ロベルト・デ・パトレ       | イタリア | 1988年9月13日  |                      |
| フランチェスコ・ファイッリ | イタリア | 1983年12月16日 |                      |
| ファビオ・タボッレ         | イタリア | 1985年6月5日   |                      |
| オスカル・ガット           | イタリア | 1985年1月1日   |                      |
| レオナルド・ジョールダーニ | イタリア | 1977年5月27日  |                      |
| フランチェスコ・キッキ     | イタリア | 1980年12月27日 | クイックステップ     |
| 佐野淳哉                   | 日本     | 1982年1月9日   | チームNIPPO          |
| ケヴィン・フルスマンス     | ベルギー | 1978年4月11日  |                      |
| ルーカ・マッツァンティ     | イタリア | 1974年2月4日   |                      |
| マッテオ・ラボッティーニ   | イタリア | 1987年8月14日  |                      |
| マウロ・フィネット         | イタリア | 1985年5月10日  |                      |
| マウロ・サンタンブロージョ | イタリア | 1984年10月7日  |                      |
| ラファエル・アンドリアート | ブラジル | 1987年10月20日 |                      |
| ステファノ・ガルゼッリ     | イタリア | 1973年7月16日  | アクア・エ・サポーネ |
| ダヴィデ・リッチ・ビッティ | イタリア | 1984年2月12日  |                      |

### 2012年体制
| 選手名                               | 国籍     | 生年月日       | 前年所属チーム         |
| ------------------------------------ | -------- | -------------- | ---------------------- |
| ラファエルデマットス・アンドリアート | イタリア | 1981年7月31日  |                        |
| ディエゴ・カッチア                   | イタリア | 1981年7月31日  |                        |
| ピエルパオロ・デ・ネグリ             | イタリア | 1986年6月5日   |                        |
| ロベルト・デ・パトレ                 | イタリア | 1988年9月13日  | アクア・エ・サポーネ   |
| フランチェスコ・ファイッリ           | イタリア | 1983年12月16日 | アクア・エ・サポーネ   |
| エリア・ファヴィッリ                 | イタリア | 1989年1月31日  |                        |
| オスカル・ガット                     | イタリア | 1985年1月1日   |                        |
| レオナルド・ジョールダーニ           | イタリア | 1977年5月27日  | チェラミカ・フラミニア |
| アンドレア・グアルディーニ           | イタリア | 1989年6月12日  |                        |
| ダヴィデ・リッチ・ビッティ           | イタリア | 1984年2月12日  |                        |